# 北海道第4区
北海道第4区（ほっかいどうだい4く）は、日本の衆議院議員総選挙における選挙区。1994年（平成6年）の公職選挙法改正で設置。

## 区域

### 現在の区域
2022年（令和4年）公職選挙法改正以降の区域は以下のとおりである。2022年の小選挙区改定により石狩市が5区から4区へ移行。
- 札幌市
  - 西区（発寒・発寒北・八軒・八軒中央の各連合町内会管内）
    - 八軒1条東1〜5・西1〜4丁目、八軒2条東1〜5・西1〜4丁目、八軒3条東1〜5・西1〜5丁目、八軒4条東1〜5・西1〜6丁目、八軒5条東1〜5・西1〜6・8〜11丁目、八軒6条東1〜5・西1〜11丁目、八軒7条東1〜5・西1〜11丁目、八軒8条東1〜5・西1〜10丁目、八軒9条東1〜5・西1〜7・9〜11丁目、八軒10条東1〜5・西1〜6・9〜13丁目、発寒1条2〜4丁目、発寒2条1〜5丁目、発寒3条1〜6丁目、発寒4条1〜7丁目、発寒5条2〜8丁目、発寒6条3〜5・7〜13丁目、発寒7条4・5・7〜13丁目、発寒8条5・7・9〜12丁目、発寒8条13丁目（14番を除く）、発寒9条9〜12丁目、発寒9条13丁目（5〜7番を除く）、発寒10条1〜6・11〜14丁目、発寒11条1〜6・11・12・14丁目、発寒12条1〜5・11〜14丁目、発寒13条2〜5・11〜14丁目、発寒14条1〜5・11〜14丁目、発寒15条1〜4・12〜14丁目、発寒16条1〜4・12〜14丁目、発寒17条3・4・13・14丁目

  - 手稲区
- 小樽市
- 石狩市
- 北海道後志総合振興局管内

### 2017年から2022年までの区域
2017年（平成29年）公職選挙法改正から2022年の小選挙区改定までの区域は以下のとおりである。2017年の小選挙区改定により札幌市西区の一部が1区から4区へ移行。
- 札幌市
  - 西区（発寒・発寒北・八軒・八軒中央の各連合町内会管内）
    - 八軒1条東1〜5・西1〜4丁目、八軒2条東1〜5・西1〜4丁目、八軒3条東1〜5・西1〜5丁目、八軒4条東1〜5・西1〜6丁目、八軒5条東1〜5・西1〜6・8〜11丁目、八軒6条東1〜5・西1〜11丁目、八軒7条東1〜5・西1〜11丁目、八軒8条東1〜5・西1〜10丁目、八軒9条東1〜5・西1〜7・9〜11丁目、八軒10条東1〜5・西1〜6・9〜13丁目、発寒1条2〜4丁目、発寒2条1〜5丁目、発寒3条1〜6丁目、発寒4条1〜7丁目、発寒5条2〜8丁目、発寒6条3〜5・7〜13丁目、発寒7条4・5・7〜13丁目、発寒8条5・7・9〜12丁目、発寒8条13丁目（14番を除く）、発寒9条9〜12丁目、発寒9条13丁目（5〜7番を除く）、発寒10条1〜6・11〜14丁目、発寒11条1〜6・11・12・14丁目、発寒12条1〜5・11〜14丁目、発寒13条2〜5・11〜14丁目、発寒14条1〜5・11〜14丁目、発寒15条1〜4・12〜14丁目、発寒16条1〜4・12〜14丁目、発寒17条3・4・13・14丁目

  - 手稲区
- 小樽市
- 北海道後志総合振興局管内

### 2017年以前の区域
2013年（平成25年）公職選挙法改正から2017年の小選挙区改定までの区域は以下のとおりである。
- 札幌市
  - 手稲区
- 小樽市
- 北海道後志総合振興局管内

1994年（平成6年）公職選挙法改正から2013年の小選挙区改定までの区域は以下のとおりである。中選挙区時代は旧北海道1区に含まれていた。
- 札幌市
  - 手稲区
- 小樽市
- 後志支庁管内

## 歴史
1996年の小選挙区比例代表並立制導入から2回の選挙では自民党の佐藤静雄が連続当選したが、2003年（平成15年）の選挙からはかつて北海道8区を地盤とし、2003年4月の北海道知事選挙に立候補して落選していた民主党の鉢呂吉雄がこの選挙区に国替えして3回連続で当選を重ねた。
2012年（平成24年）の選挙では、民主党への逆風と鉢呂の東日本大震災被災地での不適切な言動への批判もあり、自民党で元北海道議の中村裕之が当選。鉢呂は比例復活も果たせず落選することになった。2014年（平成26年）の選挙では、鉢呂が前回より票を伸ばすも、再び中村が当選し、鉢呂は二回連続の完全落選となった（その後第24回参議院議員通常選挙北海道選挙区へ出馬し当選）。
2017年（平成29年）の選挙では鉢呂に代わって、札幌市出身で埼玉12区で活動していた本多平直が国替えして立憲民主党から出馬するも中村が3回連続当選。本多は所属する立憲民主党が比例で3議席確保したため比例復活を果たした。
2021年（令和3年）の選挙を前に、本多が立憲民主党の「性犯罪刑法改正に関するワーキングチーム」での不適切発言で議員辞職に追い込まれ、同党は新たに元フジテレビ記者の大築紅葉を野党統一候補として擁立し、選挙では中村に696票差まで迫ったが中村が競り勝って4回連続当選。大築は比例復活での初当選となった。選挙期間中、麻生太郎がこの選挙区内で演説し、地球温暖化に対する不適切な見解を述べたとして話題となった。
2024年（令和6年）の選挙では中村が自民党の裏金問題の影響で伸びずに比例での復活当選が精一杯となり、大築が小選挙区初当選を果たした。

## 小選挙区選出議員
| 選挙名                 | 年                 | 当選者   | 党派       |
| ---------------------- | ------------------ | -------- | ---------- |
| 第41回衆議院議員総選挙 | 1996年（平成8年）  | 佐藤静雄 | 自由民主党 |
| 第42回衆議院議員総選挙 | 2000年（平成12年） | 佐藤静雄 | 自由民主党 |
| 第43回衆議院議員総選挙 | 2003年（平成15年） | 鉢呂吉雄 | 民主党     |
| 第44回衆議院議員総選挙 | 2005年（平成17年） | 鉢呂吉雄 | 民主党     |
| 第45回衆議院議員総選挙 | 2009年（平成21年） | 鉢呂吉雄 | 民主党     |
| 第46回衆議院議員総選挙 | 2012年（平成24年） | 中村裕之 | 自由民主党 |
| 第47回衆議院議員総選挙 | 2014年（平成26年） | 中村裕之 | 自由民主党 |
| 第48回衆議院議員総選挙 | 2017年（平成29年） | 中村裕之 | 自由民主党 |
| 第49回衆議院議員総選挙 | 2021年（令和3年）  | 中村裕之 | 自由民主党 |
| 第50回衆議院議員総選挙 | 2024年（令和6年）  | 大築紅葉 | 立憲民主党 |

## 選挙結果
時の内閣：第1次石破内閣 解散日：2024年10月9日 公示日：2024年10月15日
当日有権者数：40万1624人 最終投票率：57.32%（前回比：3.82%） （全国投票率：53.85%（2.08%））
| 当落 | 候補者名   | 年齢 | 所属党派   | 新旧 | 得票数    | 得票率 | 惜敗率 | 推薦・支持               | 重複 |
| ---- | ---------- | ---- | ---------- | ---- | --------- | ------ | ------ | ------------------------ | ---- |
| 当   | 大築紅葉   | 41   | 立憲民主党 | 前   | 101,484票 | 45.11% | ――     | 社会民主党北海道連合支持 | ○    |
| 比当 | 中村裕之   | 63   | 自由民主党 | 前   | 94,090票  | 41.83% | 92.71% | 公明党・新党大地推薦     | ○    |
|      | 佐々木明美 | 63   | 日本共産党 | 新   | 19,063票  | 8.47%  | 18.78% |                          |      |
|      | 斎藤佳代   | 41   | 無所属     | 新   | 10,322票  | 4.59%  | 10.17% |                          | ×    |

時の内閣：第1次岸田内閣 解散日：2021年10月14日 公示日：2021年10月19日
当日有権者数：36万3778人 最終投票率：61.14%（前回比：0.80%） （全国投票率：55.93%（2.25%））
| 当落 | 候補者名 | 年齢 | 所属党派   | 新旧 | 得票数    | 得票率 | 惜敗率 | 推薦・支持               | 重複 |
| ---- | -------- | ---- | ---------- | ---- | --------- | ------ | ------ | ------------------------ | ---- |
| 当   | 中村裕之 | 60   | 自由民主党 | 前   | 109,326票 | 50.16% | ――     | 公明党推薦               | ○    |
| 比当 | 大築紅葉 | 38   | 立憲民主党 | 新   | 108,630票 | 49.84% | 99.36% | 社会民主党北海道連合支持 | ○    |

時の内閣：第3次安倍第3次改造内閣 解散日：2017年9月28日 公示日：2017年10月10日
当日有権者数：373655人 最終投票率：61.94%（前回比：4.20%） （全国投票率：53.68%（1.02%））
| 当落 | 候補者名 | 年齢 | 所属党派   | 新旧 | 得票数    | 得票率 | 惜敗率 | 推薦・支持           | 重複 |
| ---- | -------- | ---- | ---------- | ---- | --------- | ------ | ------ | -------------------- | ---- |
| 当   | 中村裕之 | 56   | 自由民主党 | 前   | 104,054票 | 45.92% | ――     | 公明党・新党大地推薦 | ○    |
| 比当 | 本多平直 | 52   | 立憲民主党 | 元   | 90,619票  | 39.99% | 87.09% |                      | ○    |
|      | 高橋美穂 | 52   | 希望の党   | 元   | 31,941票  | 14.09% | 30.70% |                      | ○    |

- 本多は第43回〜第47回は民主党より埼玉12区で活動（通算2期）。不祥事により立憲民主党を離党したのち、2021年7月に議員辞職。その後復党し、第50回で比例東京ブロックより出馬して落選。
- 高橋は第46回では日本維新の会より2区で出馬し比例復活、第47回では維新の党より東京17区へ国替えし落選。

時の内閣：第2次安倍改造内閣 解散日：2014年11月21日 公示日：2014年12月2日
当日有権者数：305717人 最終投票率：57.74%（前回比：2.4%） （全国投票率：52.66%（6.66%））
| 当落 | 候補者名 | 年齢 | 所属党派   | 新旧 | 得票数   | 得票率 | 惜敗率 | 推薦・支持 | 重複 |
| ---- | -------- | ---- | ---------- | ---- | -------- | ------ | ------ | ---------- | ---- |
| 当   | 中村裕之 | 53   | 自由民主党 | 前   | 77,690票 | 45.36% | ――     | 公明党推薦 | ○    |
|      | 鉢呂吉雄 | 66   | 民主党     | 元   | 70,049票 | 40.90% | 90.16% |            | ○    |
|      | 酒井隆裕 | 40   | 日本共産党 | 新   | 23,532票 | 13.74% | 30.29% |            |      |

- 鉢呂は第24回参議院議員通常選挙に北海道選挙区より出馬し当選。

時の内閣：野田第3次改造内閣 解散日：2012年11月16日 公示日：2012年12月4日
当日有権者数：310552人 最終投票率：60.14%（前回比：13.87%） （全国投票率：59.32%（9.96%））
| 当落 | 候補者名   | 年齢 | 所属党派   | 新旧 | 得票数   | 得票率 | 惜敗率 | 推薦・支持   | 重複 |
| ---- | ---------- | ---- | ---------- | ---- | -------- | ------ | ------ | ------------ | ---- |
| 当   | 中村裕之   | 51   | 自由民主党 | 新   | 79,588票 | 44.22% | ――     | 公明党推薦   | ○    |
|      | 鉢呂吉雄   | 64   | 民主党     | 前   | 53,217票 | 29.57% | 66.87% | 国民新党推薦 | ○    |
|      | 苫米地英人 | 53   | 新党大地   | 新   | 25,778票 | 14.32% | 32.39% |              | ○    |
|      | 菊地葉子   | 61   | 日本共産党 | 新   | 21,379票 | 11.88% | 26.86% |              |      |

時の内閣：麻生内閣 解散日：2009年7月21日 公示日：2009年8月18日
当日有権者数：316523人 最終投票率：74.01%（前回比：1.93%） （全国投票率：69.28%（1.77%））
| 当落 | 候補者名 | 年齢 | 所属党派   | 新旧 | 得票数    | 得票率 | 惜敗率 | 推薦・支持 | 重複 |
| ---- | -------- | ---- | ---------- | ---- | --------- | ------ | ------ | ---------- | ---- |
| 当   | 鉢呂吉雄 | 61   | 民主党     | 前   | 149,697票 | 65.47% | ――     |            | ○    |
|      | 宮本融   | 44   | 自由民主党 | 新   | 75,029票  | 32.81% | 50.12% |            | ○    |
|      | 鶴見俊蔵 | 55   | 幸福実現党 | 新   | 3,923票   | 1.72%  | 2.62%  |            |      |

時の内閣：第2次小泉改造内閣 解散日：2005年8月8日 公示日：2005年8月30日
当日有権者数：323470人 最終投票率：72.08%（前回比：7.29%） （全国投票率：67.51%（7.65%））
| 当落 | 候補者名 | 年齢 | 所属党派   | 新旧 | 得票数    | 得票率 | 惜敗率 | 推薦・支持 | 重複 |
| ---- | -------- | ---- | ---------- | ---- | --------- | ------ | ------ | ---------- | ---- |
| 当   | 鉢呂吉雄 | 57   | 民主党     | 前   | 108,023票 | 47.18% | ――     |            |      |
|      | 佐藤静雄 | 63   | 自由民主党 | 元   | 100,170票 | 43.75% | 92.73% |            | ○    |
|      | 琴坂禎子 | 69   | 日本共産党 | 新   | 20,766票  | 9.07%  | 19.22% |            |      |

時の内閣：第1次小泉第2次改造内閣 解散日：2003年10月10日 公示日：2003年10月28日
当日有権者数：324521人 最終投票率：64.79% （全国投票率：59.86%（2.63%））
| 当落 | 候補者名 | 年齢 | 所属党派   | 新旧 | 得票数    | 得票率 | 惜敗率 | 推薦・支持 | 重複 |
| ---- | -------- | ---- | ---------- | ---- | --------- | ------ | ------ | ---------- | ---- |
| 当   | 鉢呂吉雄 | 55   | 民主党     | 元   | 100,883票 | 49.04% | ――     |            | ○    |
|      | 佐藤静雄 | 62   | 自由民主党 | 前   | 83,994票  | 40.83% | 83.26% |            | ○    |
|      | 琴坂禎子 | 68   | 日本共産党 | 新   | 20,827票  | 10.12% | 20.64% |            |      |

- 鉢呂は前回まで8区で活動していた。

時の内閣：第1次森内閣 解散日：2000年6月2日 公示日：2000年6月13日 （全国投票率：62.49%（2.84%））
| 当落 | 候補者名 | 年齢 | 所属党派   | 新旧 | 得票数   | 得票率 | 惜敗率 | 推薦・支持 | 重複 |
| ---- | -------- | ---- | ---------- | ---- | -------- | ------ | ------ | ---------- | ---- |
| 当   | 佐藤静雄 | 58   | 自由民主党 | 前   | 88,825票 | 42.93% | ――     |            | ○    |
|      | 池田隆一 | 55   | 民主党     | 元   | 81,805票 | 39.54% | 92.10% |            | ○    |
|      | 琴坂禎子 | 64   | 日本共産党 | 新   | 36,257票 | 17.53% | 40.82% |            |      |

- 池田は2003年に北海道議会（小樽市選挙）議員選挙へ立候補し、当選。

時の内閣：第1次橋本内閣 解散日：1996年9月27日 公示日：1996年10月8日 （全国投票率：59.65%（8.11%））
| 当落 | 候補者名 | 年齢 | 所属党派   | 新旧 | 得票数   | 得票率 | 惜敗率 | 推薦・支持 | 重複 |
| ---- | -------- | ---- | ---------- | ---- | -------- | ------ | ------ | ---------- | ---- |
| 当   | 佐藤静雄 | 55   | 自由民主党 | 前   | 58,371票 | 30.72% | ――     |            | ○    |
|      | 鈴木康司 | 50   | 新進党     | 新   | 53,332票 | 28.07% | 91.37% |            |      |
|      | 池田隆一 | 51   | 民主党     | 前   | 51,714票 | 27.22% | 88.60% |            | ○    |
|      | 大和時也 | 60   | 日本共産党 | 新   | 26,562票 | 13.98% | 45.51% |            |      |

- 鈴木は新進党分党後に民主党へ、第42回の比例単独候補となり次点で落選。